# اس‌جی‌آر ۰۵۲۵–۶۶
اس‌جی‌آر ۰۵۲۵-۶۶ یک ستاره است که در صورت فلکی ماهی زرین قرار دارد.